# Albertus (Bischof)
Albertus OFM († 1442) war ein deutscher Geistlicher und Franziskaner.
1415 wurde er zum Weihbischof in Freising und Titularbischof von Saldae. Bei der Weihe von Georg von Stubai 1437 war er Mitkonsekrator.